# フェルディナント・アントン・エルンスト・ポルシェ
フェルディナント・アントン・エルンスト・ポルシェ（独:Ferdinand Anton Ernst Porsche 、1909年9月19日 - 1998年3月27日）は、オーストリアの実業家、自動車工学技術者、自動車デザイナー。フェリー・ポルシェ（Ferry Porsche）の愛称でも知られる。
フェルディナント・ポルシェの長男として父親とともにポルシェの創設に関わった。自身も356を設計し、ポルシェの監査役会長、名誉会長などを歴任した。

## 経歴

### 生い立ち
自動車技術者・フェルディナント・ポルシェの長男として、オーストリア＝ハンガリー帝国時代のウィーナー・ノイシュタットに生まれた。5歳年上の姉、ルイーゼがいた。名前の「フェルディナント」は父、「アントン」は父方の祖母、「エルンスト」は母方の叔父に、それぞれ因んだ洗礼名である。渾名はフェリー。
子ども時代には周囲に父フェルディナント・ポルシェの作った機械や部品がゴロゴロしており、自然に機械に対する関心を強めた。また父の方でも彼が幼い時からまず単純なもの、段階的に複雑ないくつものおもちゃを作って与え、興味と知識を育てた。最初に動かした自動車はハインリッヒ皇太子レース車をかたどって父がアウストロ・ダイムラーに作らせた足踏み車で、これを1913年から1914年頃に乗り回していた。次に動かしたのは空気タイヤ式の子供用ハンドル付き四輪車ホレンダーであり、その次がわずか6.5kgしかない競争用のプフ（後にシュタイア・ダイムラー・プフを経て現マグナ・シュタイア）製自転車であった。1919年のクリスマスに父は軽便鉄道用空冷式二気筒3.5馬力のエンジンを積み前進2段のトランスミッション、革張りコーンクラッチを備えた後輪駆動の自動車を作って与え運転を教えようとしたが、彼は運転法を教わる前に巧みにクラッチをつないで乗り回した。父がどうして運転できるのか聞くと「ぼくは半年も前から、家にある会社の車を動かし始めたんだ」と白状した。この車はダイムラー製でフェリーの踏力ではクラッチ操作ができず、ギアチェンジの際に立ち上がってクラッチペダルを踏んでいたという。まもなく点検や修理も自分でするようになった。父は公道での運転は禁じており、ナンバープレートもついていなかったが、フェリーは「オーストリアで一番大きい自動車工場の総支配人の息子をとがめる人はいないだろう」と当て込んで街中も走り回り、時には20kmも離れた狩猟区まで行ったこともあった。1922年頃には工場内でサッシャを乗り回していた。
1923年、一家はシュトゥットガルトに転居した。フィニッシングスクールを卒業したが、正式に大学で学ぶことは生涯なかった。ここでは警察は厳しかったが。特別なはからいで14歳で軽オートバイを乗り回していた。
1926年頃にはメルセデス・ベンツやフォルクスワーゲンなどの試作車のテスト走行に加わり、またレースに出場するようになった。アウトウニオンが1933年頃にバーデン＝バーデン2,000kmラリーにチームを出場させた時にはドライバーとして参加し、区間によってはベルント・ローゼマイヤーより良いタイムを出したという。しかしこのレースの直後父フェルディナント・ポルシェからレース出場を禁止された。
1928年ボッシュに見習いとして入社、1年間見習工としてみっちり基本的養成を受けた後、1929年にシュタイア（現マグナ・シュタイア）に転職し機械工学、数学、図面の書き方を学んだ。

### 会社設立
1931年4月、父・フェルディナントがシュトゥットガルトに開設した自動車設計事務所「エンジンと自動車、飛行機、船に関する設計、及びコンサルティングのためのフェルディナント・ポルシェの会社」（Dr. Ing. h.c. F. Porsche GmbH Konstructionsbüro für Motoren, Fahrzeuge, Luftfahrzeuge und Wasserfahrzeugbau ）にスタッフとして加わり、2Lヴァンデラー車のテストドライバーなどを担当した。
NSUとの契約で32型が作成されることになった時にはポルシェとNSUの間の連絡係を務めた。またアウトウニオンのレーシングカー設計にも参加している。
父・フェルディナントによる計画、「ドイツの一般家庭の、誰もが購入出来得る価格の乗用車を作る」は、1934年7月、ナチスにより承認された。そのモデルは当初「ポルシェ・60」と名付けられていたが、直後に「フォルクスワーゲン（国民車、人民の車）」と改称された。フェリーを含むチームにより設計されたフォルクスワーゲン・タイプ1の原型は、1938年に発表された。
1935年に結婚し、その後長男フェルディナント・アレクサンダー（ブッツィ）、次男ゲルハルト、3男ペーター、4男ヴォルフガングと4人の息子が誕生した。
1937年には父とともにアメリカ合衆国に旅行し、重要な印象を得た。
1939年にはツッフェンハウゼン工場の工場長代理となった。

### 第二次世界大戦
第二次世界大戦中、ポルシェ家は戦車などの兵器の開発に注力した。ドイツ政府はポルシェの工場を現在のチェコ地域に移そうとし、ポルシェはこれを避けるため1944年にシュツットガルトの工場をオーストリア・ケルンテン州 グミュント（Gmünd ）に移し、政府の思惑を阻止した。2人はナチスの要求に答えるためにともに働き、アドルフ・ヒトラーとは何度も面会している。
ドイツ敗戦後の1945年12月15日、フェリーは戦争犯罪人として、ドイツ・ヴォルフスブルクにおいてフランスにより逮捕された。この時、父親のフェルディナント、義兄のアントン・ピエヒ（姉、ルイーゼ・ピエヒの夫）も同時に逮捕されている。1946年7月29日、フェリーは保釈金50万フランの支払いにより釈放されオーストリアに戻った。フェルディナントは、そのままフランス・ディジョンの刑務所に移送された。

### 事業の再開
父・フェルディナントが収監されている間、ポルシェの公式の管理者はカール・ラーベであったが、フェリーは姉・ルイーゼとともに実質的な会社の運営を行なった。1946年中には、イタリアの元サッカー選手であり自動車メーカーチシタリアを立ち上げた実業家、ピエロ・ドゥジオ（Piero Dusio ）の依頼による競技車「チシタリア・グランプリレースカー」（Cisitalia Glan-Prix Race Car 、ポルシェ・360）の開発、さらに、後にポルシェ・356となる自社による車両の開発が開始された。ポルシェ・356はフェリーが設計を行い、1948年に生産が開始された。チシタリア・グランプリレースカーは1949年に発表された。
1949年、フォルクスワーゲンとの間に事業提携の契約がなされた。これにより経営の安定を得たポルシェKGは、1950年、約6年ぶりにシュトゥットガルトへと拠点を戻した。また、この契約によりフェリーは、オーストリアにおけるフォルクスワーゲン車の独占販売権を得た。

### 壮年・晩年
釈放された父フェルディナントが1951年に死亡すると、フェリーは名実ともに会社の代表となった。ル・マン24時間レースを始めとするレース活動に積極的に参加して好成績を収め社の名声を高めた。1963年には、長男ブッツィが設計に携わったスポーツカー、ポルシェ・911の生産が始まり、社を代表するモデルとなった。
1972年、フェリーが監査役員会長を務めていたポルシェはそれまでの同族経営から公開された企業へと転換することを決定した。企業体を形成していた「Dr. Ing. h.c. F. Porsche KG」、「VW-Porsche Vertriebsgesellschaft」、「Porsche Konstruction KG」の3社が統合されるとともに、ポルシェ一族はその経営の中枢から離れることとされた。フェリーは監査役会名誉会長に退いたが、実際には経営への影響力を行使し続けた。1979年ヴィルヘルム・エクスナー・メダル受賞。
1989年になり現役を引退、オーストリアのツェル・アム・ゼーに戻った。1998年、88歳で死去。ポルシェ名誉会長の肩書きは終生保持していた。

## ポルシェ一族
女系の傍流であるピエヒ家と併せて、ポルシェAGとフォルクスワーゲン・グループを支配する自動車一族である。
- 第1世代
  - フェルディナント・ポルシェ – 実父。ポルシェ創業者。フォルクスワーゲン・ビートルを設計
- 第2世代
  - ルイーゼ・ピエヒ – 実姉。フェルディナント・ピエヒの母
  - フェルディナント・アントン・エルンスト・ポルシェ（フェリー）
- 第3世代
  - フェルディナント・アレクサンダー・ポルシェ （ブッツィー） - 長男。ポルシェ911を設計。「ポルシェデザイン」を設立
  - ヴォルフガング・ポルシェ – 4男。2007年からポルシェ監査役会会長
  - フェルディナント・ピエヒ – 甥。元・フォルクスワーゲン会長